# Thomas Broch
Thomas Broch (* 1947 in Ulm) ist ein katholischer Theologe.

## Leben und Wirken
Thomas Broch studierte Katholische Theologie und Philosophie in Tübingen, Münster und Paris. 1976 wurde er von der Katholisch-Theologischen Fakultät der Universität Tübingen aufgrund einer Arbeit über Pierre Teilhard de Chardin zum Dr. theol. promoviert. Zu Teilhard hat er seither noch weitere Studien veröffentlicht. Zuletzt galt seine wissenschaftliche Arbeit dem Tübinger Theologen und Philosophen Joseph Möller (1916–2007) und Fragen des interreligiösen Dialogs.
Von 1973 bis 1981 war Broch katholischer Seelsorger in der Diözese Rottenburg-Stuttgart. Anschließend war er als Verlagslektor in Düsseldorf und in der baden-württembergischen Erwachsenenbildung tätig. Von 1988 bis 2006 leitete er die Öffentlichkeitsarbeit des Deutschen Caritasverbandes. Von 1. Januar 2007 bis 30. April 2012 war er Pressesprecher der Diözese Rottenburg-Stuttgart.
Seit dem 1. Mai 2012 ist Broch im Ruhestand, er arbeitet aber weiterhin in einigen Aufgabenbereichen der Diözese Rottenburg-Stuttgart mit. Im Oktober 2013 wurde er vom Rottenburger Bischof Gebhard Fürst zum Bischöflichen Beauftragten für Flüchtlingsfragen berufen. Zudem ist Broch regelmäßig Autor von Verkündigungssendungen im Hörfunk (SWR, Deutschlandfunk, DeutschlandRadio Berlin).

## Schriften
- Das Problem der Freiheit im Werk von Pierre Teilhard de Chardin  (= Tübinger theologische Studien. Bd. 10). Matthias-Grünewald-Verlag, Mainz 1977.
- Pierre Teilhard de Chardin: Wegbereiter des New Age? Matthias-Grünewald-Verlag, Mainz 1989.
- Denker der Krise, Vermittler von Hoffnung: Pierre Teilhard de Chardin. Matthias-Grünewald-Verlag, Mainz 2000.
- Hrsg., mit Wolfgang Tripp: Ihr sollt euch kein Bildnis machen. Predigten und Besinnungen zu Grundfragen des Lebens. Schwabenverlag, Ostfildern 2002.
- Leben üben: 7 × 7 Impulse für die Fastenzeit. Schwabenverlag, Ostfildern 2006.
- Freiheit des Denkens – Denken der Freiheit. Zum philosophischen Werk von Joseph Möller. Mit einem Geleitwort von Karl Lehmann. Matthias-Grünewald-Verlag, Ostfildern 2008.
- Hrsg., mit Johannes Kreidler, Dirk Steinfort: Zeichen der heilsamen Nähe Gottes. Auf dem Weg zu einer missionarischen Kirche. Bischof Gebhard Fürst zum 60. Geburtstag. Schwabenverlag, Ostfildern 2008.
- Reiner App/Thomas Broch/Martin Messingschlager: Zukunftshorizont Kirche. Was Katholiken von ihrer Kirche erwarten. Eine repräsentative Studie, Matthias-Grünewald-Verlag, Ostfildern 2014, ISBN 978-3-7867-3012-5.